# إليانا من رومانيا
الأميرة إليانا ملكة رومانيا، والمعروفة أيضًا بإسم الأم ألكسندرا (5 يناير 1909 - 21 يناير 1991)، كانت الابنة الصغرى للملك فرديناند الأول ملك رومانيا وقرينته الملكة ماري ملكة رومانيا. كانت حفيدة الإمبراطور ألكسندر الثاني ملك روسيا، ولدت باسم صاحبة السمو الملكي الأميرة إليانا من رومانيا، أميرة هوهنتسولرن زيغمارينغن.

## أنظر أيضًا
- هوهنتسولرن زيغمارينغن
- العائلة المالكة الرومانية